# Fuller's
Fuller Smith & Turner, más conocido como Fuller's, es una cervecería independiente fundada como empresa en 1845, aunque sus socios llevaban ya décadas produciendo cerveza en la Griffin Brewery en Chiswick, Londres. 
Tras sus últimas adquisiciones, dirige a más de 350 pubs, principalmente en Londres y en el sudeste de Inglaterra.

## Marcas
Entre las marcas más conocidas de Fuller’s, está la London Pride, la Chiswick Bitter, y la ESB, todas ellas ganadores del título de Champion Beer of Britain.[cita requerida]
En 2005, en una operación que les aportó 111 establecimientos, entre pubs y hoteles, Fuller’s adquirió la prestigiosa cervecería George Gale & Co. of Horndean, Hampshire. La adquisición supuso el cierre de una cervecería tradicional y encontró con mucha oposición.

## Griffin brewery

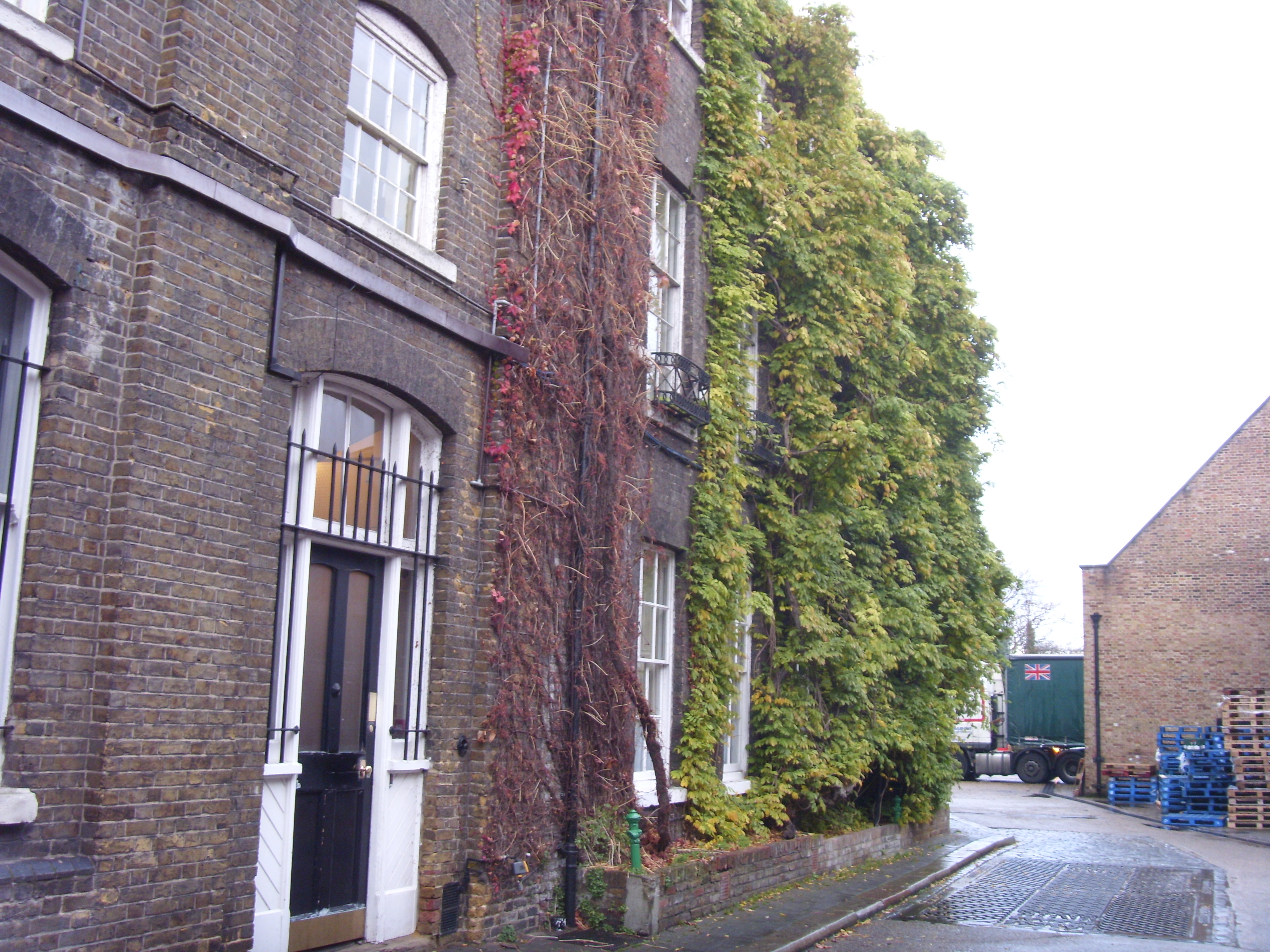
La wisteria en las instalaciones de la Griffin brewery (2008).

La fábrica de cerveza original, en Chiswick, se conoce asimismo por tener la wisteria más antigua del Reino Unido, de más de 180 años.